# Geovanni Atarihuana
Geovanni Javier Atarihuana Ayala (Quito, 6 de junio de 1972) es un sociólogo, político y exdirigente estudiantil ecuatoriano que ha llegado a asumir cargos como el de vicepresidente del Tribunal Supremo Electoral (TSE), época en la que fue el vocal más joven de la historia del organismo electoral. Actualmente se desempeña como director nacional de Unidad Popular (UP), consiguiendo la inscripción de este movimiento en reemplazo del Movimiento Popular Democrático (MPD). 

## Biografía

### Dirigente estudiantil
Hijo de antiguos dirigentes universitarios de origen lojano, estudió la primaria en la escuela Eugenio Espejo de Quito, y la secundaria en el Instituto Nacional Mejía, iniciando allí su lucha estudiantil e ingresando a las filas de la Juventud Revolucionaria del Ecuador (JRE).
En 1989, cuando estaba en quinto curso, fue elegido presidente nacional de la Federación de Estudiantes Secundarios (FESE), siendo durante este tiempo que se logró reconstruir la FESE en zonas como Imbabura, Cuenca y Guayas, a la vez que la Federación recuperó su personería jurídica. Cuando terminó su período en la FESE, fue elegido vicepresidente nacional de la JRE, designación que la ocupó hasta 1994.
Ingresó a la Facultad de Arquitectura de la Universidad Central, mientras en 1994 era electo secretario del Frente Revolucionario de Izquierda Universitaria (FRIU) y en 1995, presidente de la Federación de Estudiantes Universitarios (FEUE) en su universidad, cargo que ostentó hasta 1997. Para ese año pasará a la directiva nacional de la FEUE, primero como vicepresidente y luego en el junio de 1999 como presidente, siendo en el tiempo en el cual la sucedió la caída de Jamil Mahuad.
Ha sido miembro del Consejo Nacional de Universidades y Escuelas Politécnicas, Conuep; de la Comisión Electoral de la Universidad Central del Ecuador y de la Comisión de Reforma de la misma institución. Como delegado de los estudiantes universitarios ha representado al país en diversos eventos de carácter político, académico y cultural. En el ámbito profesional, es egresado de Sociología en la Escuela Superior Politécnica Ecológica Amazónica (ESPEA).

### Dentro del partido
Atarihuana fue designado por su partido, el Movimiento Popular Democrático (MPD), para ocupar la vicepresidencia del Tribunal Supremo Electoral (TSE) en el 2004 cargo que desempeñó hasta el 2005. En su gestión opuso a que el presidente Sánchez sea juez de coactivas debido al conflicto de intereses que existía al este ser dirigente del Partido Renovador Institucional Acción Nacional (PRIAN), partido multado por excesos de gasto en las elecciones de 2002.
Para el mismo año que termina su labor en el TSE sería designado como Primer Coordinador del MPD cargo que desempeñaría hasta el 2008. Del 2008 al 2011, tendría el título de primer subdirector. En el 2011 sería electo el segundo subdirector del MPD durante la XVII Convención Nacional de la organización. Finalmente en 2014, al el MPD perder la personería jurídica sería designado en la XVIII Convención Nacional del MPD director nacional de la Unidad Popular (UP). En el año 2012 se convirtió en Magíster en Gerencia de Proyectos Educativos y Sociales en la Universidad Central.
Durante su gestión ha formado parte el proceso de inscripción de la organización y luego de la conformación del Acuerdo Nacional por el Cambio (ANC) en el cual ha participado en la realización de las bases para la declaración programática junto con Enrique Ayala Mora y César Montúfar. 
Con fin del gobierno de Rafael Correa se encargaría de presentar de forma constante a la Fiscalía General del Estado medidas cautelares contra el expresidente siendo la última el 5 de febrero del 2018 mientras Correa daba su versión en el Caso Petrochina.